# Болтон (річка, Манітоба)
Болтон (англ. Bolton River)  — річка в північній частині канадської провінції Манітоба, Канада. Вона витікає з озера Мускетасонан і впадає в озеро Асвапісванан.